# (4496) Kamimachi
(4496) Kamimachi es un asteroide que forma parte del cinturón de asteroides y fue descubierto por Tsutomu Seki el 9 de diciembre de 1988 desde el Observatorio de Geisei, Japón.

## Designación y nombre
Kamimachi se designó inicialmente como 1988 XM1.
Posteriormente, en 1991, recibió el nombre de la calle donde reside el descubridor.

## Características orbitales
Kamimachi orbita a una distancia media del Sol de 2,813 ua, pudiendo acercarse hasta 2,659 ua y alejarse hasta 2,968 ua. Su inclinación orbital es 4,79 grados y la excentricidad 0,05482. Emplea en completar una órbita alrededor del Sol 1724 días.

## Características físicas
La magnitud absoluta de Kamimachi es 12,9.